# 両角晃一
両角 晃一（もろずみ こういち、1956年（昭和31年）1月15日 - ）は、日本の実業家。東日本放送代表取締役社長、テレビ朝日ホールディングス取締役、テレビ朝日常務取締役を歴任。

## 来歴
長野県出身。長野県諏訪清陵高等学校を経て、1978年3月、駒澤大学法学部卒業。1981年2月、朝日新聞社入社。社会部記者として長年勤務。広報部などを経て、横浜総局長。2012年1月、同社役員待遇広報・環境担当兼お客様本部長。社会福祉法人朝日新聞厚生文化事業団理事長。同年5月末日付で選択定年・社友。
同2012年6月、東日本放送代表取締役社長に就任。東北電気通信協力会会長。2016年5月14日公開の映画「殿、利息でござる!」製作総指揮。
2016年6月、テレビ朝日ホールディングス取締役（広報・コンプライアンス統括室担当）およびテレビ朝日取締役。
2017年6月、テレビ朝日常務取締役（広報局・番組審査室担当、民教協担当）。
一般財団法人草の根サイバーセキュリティ運動全国連絡会評議員などを務める。